# Jianping
För andra betydelser, se Jianping (olika betydelser).
Jianping, tidigare romaniserat Kienping, är ett härad som lyder under Chaoyangs stad på prefekturnivå i Liaoning-provinsen i nordöstra Kina. Det ligger omkring 320 kilometer väster om provinshuvudstaden Shenyang.